# مرکز تجارت جهانی سه
مرکز تجارت جهانی سه یک آسمانخراش و مجتمع مسکونی واقع در ایالت نیویورک، ایالات متحده آمریکا می‌باشد. این بنا به سبک معماری مدرن طراحی شده‌است. مساحت زیربنای آن ۲٬۲۳۲٬۹۸۴ فوت مربع (۲۰۷٬۴۵۱٫۰ متر مربع) و تعداد طبقاتش ۸۰ است.